# Friedrich I. von Torgau
Friedrich I. von Torgau († 11. August 1283) war von 1265 bis 1283 Bischof von Merseburg.
Friedrich I. stammte aus dem Ministerialengeschlecht von Torgau. Sein Vater war Withego von Torgau, unter seinen Brüdern befand sich Heinrich von Torgau, der die böhmische Linie des Geschlechtes begründete und Withego, ein Domherr von Merseburg. Friedrich I. war zunächst auch Domherr von Merseburg. 1265 stand er als Gegenkandidat von Albrecht I. von Borna zur Wahl als Bischof. Erst als Albrecht I. noch im gleichen Jahr starb, fiel die erneute Wahl des Domkapitels auf ihn. Als Bischof machte er einige Erwerbungen für das Hochstift Merseburg und baute Schloss Zwenkau weiter aus. 1268 war er als Weihbischof in Naumburg aktiv.